# Ogodei
Ogodéi, también escrito Uguedei, Oguedei, Uguedey, Ogaday, Ogatay, Ugodei, Ögedei, Ogotai u Oktay; mongol Өгэдэй, Ögedei; chino: 窝阔台; pinyin: Wōkuòtái; ( c. 1186-11 de diciembre de 1241) fue el tercer hijo de Gengis Kan y Borte, y segundo gran kan del Imperio mongol tras la muerte de su padre (1229-11 de diciembre de 1241). Continuó la expansión del imperio que había iniciado Gengis, principalmente hacia China y Asia Central.

## Biografía
Durante su reinado se completó la conquista de la dinastía Jin, entrando en contacto (y luego en conflicto) con la dinastía Song de China meridional, comenzando en 1235 una guerra que no concluiría hasta cuarenta y cinco años más tarde (en 1280), ya bajo el reinado de Kublai Kan, con el completo dominio de China.
En su reinado también se sometió a vasallaje al reino de Corea y se terminó la conquista de Persia y comenzó la invasión mongola de Europa, comandada a su sobrino Batu Kan y efectuada por sus generales Subotai, Kaidu y Kadan. Desde las estepas rusas, controladas con anterioridad por la Horda de Oro, los ejércitos mongoles barrieron toda resistencia en Europa oriental, asolando Lituania, Polonia, Silesia, Hungría, Croacia y Bulgaria, y derrotando a los ejércitos polacos y húngaros en sendas batallas, la batalla de Liegnitz y la del río Sajo, respectivamente. Sin embargo, la prematura muerte del soberano supuso la retirada de los ejércitos mongoles, conjurando así el peligro de un total sometimiento de Europa a las hordas bárbaras.
La expansión mongola a través del continente asiático trajo como consecuencia la estabilidad política, restableciéndose el tráfico comercial a través de la Ruta de la Seda entre Oriente y Occidente.
Tras su muerte, le sucedió su hijo Guyuk en 1246, tras cinco años de regencia de su viuda Toregene.

## Conquistas mundiales

### Expansión en Oriente Medio
Después de destruir el imperio Khwarazmian, Gengis Khan tuvo libertad para avanzar contra Xia Occidental. Sin embargo, en 1226, Jalal ad-Din Mingburnu, el último de los monarcas jwarizm, regresó a Persia para revivir el imperio perdido por su padre, Muhammad 'Ala al-Din II. Las fuerzas mongolas enviadas contra él en 1227 fueron derrotadas en Dameghan. Otro ejército que marchó contra Jalal al-Din obtuvo una pírrica victoria en las cercanías de Isfahán, pero no pudo dar continuidad a ese éxito.
Con el consentimiento de Ögedei para lanzar una campaña, Chormaqan qorchi dejó Bujará a la cabeza de 30.000 a 50.000 soldados mongoles. Ocupó Persia y el Jorasán, dos bases de apoyo jwarazmiano de larga data. Cruzó el río Amu Darya en 1230 y entró en Jorasán sin encontrar ninguna oposición, Chormaqan pasó rápidamente. Dejó un considerable contingente bajo el mando de Dayir Baghatur, que tenía instrucciones de invadir el oeste de Afganistán. Chormaqan y la mayor parte de su ejército entraron entonces en Tabaristán (actual Mazandaran), una región entre el Mar Caspio y las montañas de Alborz, en el otoño de 1230, evitando así la zona montañosa del sur, que estaba controlada por los ismailíes nizari. (los Asesinos).
Al llegar a la ciudad de Rayy, Chormaqan acampó allí durante el invierno y envió sus ejércitos para pacificar el resto del norte de Persia. En 1231, dirigió su ejército hacia el sur y capturó rápidamente las ciudades de Qum y Hamadan. Desde allí, envió ejércitos a las regiones de Fars y Kirman, cuyos gobernantes se sometieron rápidamente, prefiriendo pagar tributo a los señores mongoles antes que ver sus estados asolados. Mientras tanto, más al este, Dayir Baghatur logró sus objetivos al capturar Kabul, Ghazni y Zabulistán. Con los mongoles ya en control de Persia, Jalal al-Din quedó aislado en Transcaucasia donde fue desterrado. Así, toda Persia fue añadida al Imperio Mongol.

### La caída de la dinastía Jin
A finales de 1230, respondiendo a la inesperada derrota de los Jin ante Doqolqu cherbi (general mongol), el Khagan se dirigió al sur de la provincia de Shanxi con Tolui, despejando la zona de las fuerzas Jin y tomando la ciudad de Fengxiang. Después de pasar el verano en el norte, volvieron a hacer campaña contra los Jin en Henan, atravesando territorio del sur de China para asaltar la retaguardia de los Jin. En 1232 el emperador Jin se encontraba asediado en su capital de Kaifeng. Ögedei no tardó en marcharse, dejando la conquista final a sus generales. Tras tomar varias ciudades, los mongoles, con la tardía ayuda de la dinastía Song, destruyeron a los Jin con el caída de Caizhou en febrero de 1234. Sin embargo, un virrey de los Song asesinó a un embajador mongol, y los ejércitos Song reconquistaron las antiguas capitales imperiales de Kaifeng, Luoyang y Chang'an, que ahora eran gobernadas por los mongoles.
Además de la guerra con la dinastía Jin, Ögedei aplastó la Xia Oriental fundada por Puxian Wannu en 1233, pacificando el sur de Manchuria. Ögedei sometió a los tártaros del agua en el norte de la región y reprimió su rebelión en 1237.

### Conquista de Georgia y Armenia

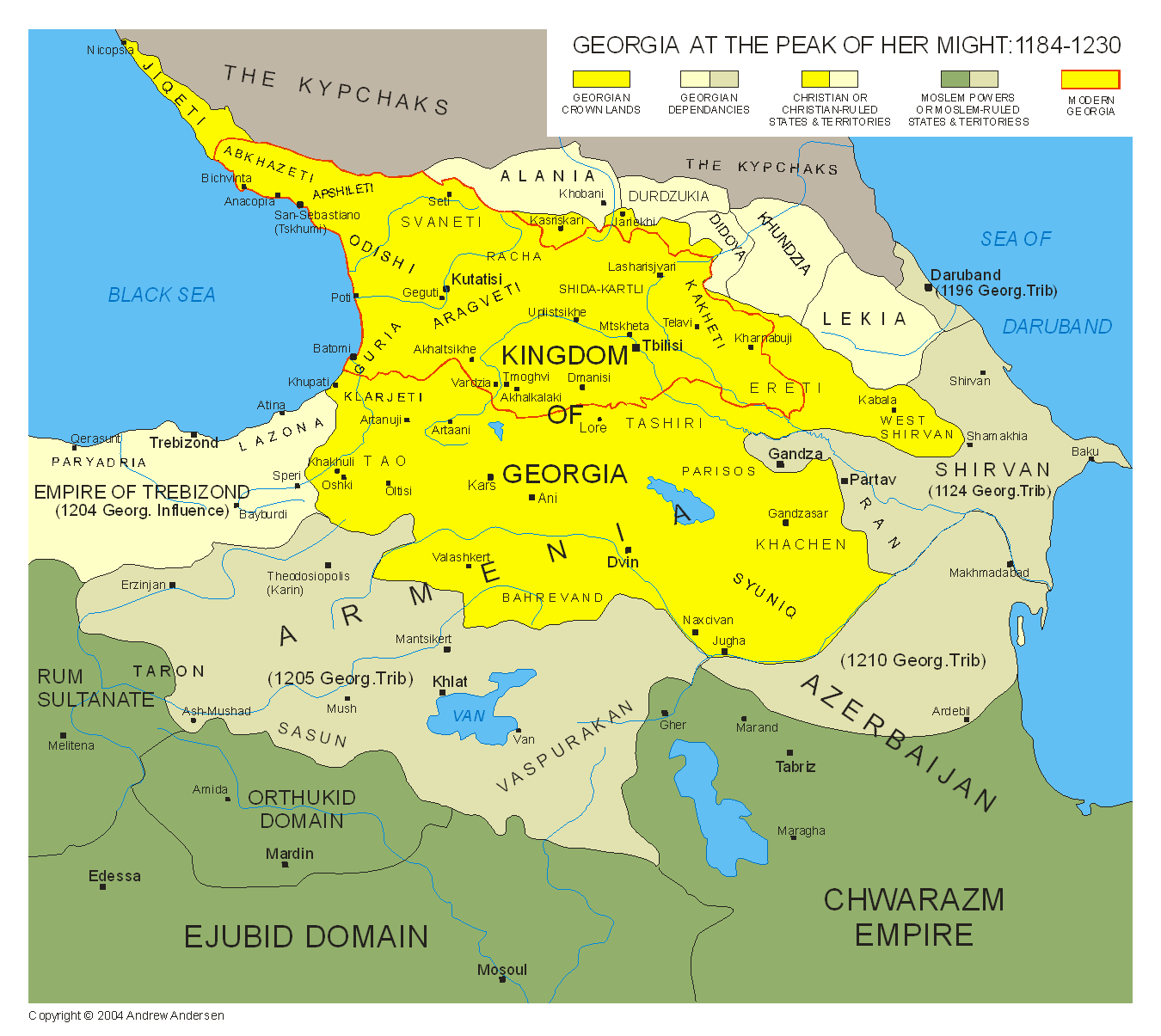
Ögedei conquistó el Reino de Georgia y Armenia

Los mongoles bajo el mando de Chormaqan volvieron al Cáucaso en 1232. Las murallas de Ganyá fueron atravesadas por catapulta y ariete en 1235. Los mongoles acabaron retirándose después de que los ciudadanos de Erbil acordaran enviar un tributo anual a la corte del khagan. Chormaqan esperó hasta 1238, cuando la fuerza de Möngke también estaba activa en el norte del Cáucaso. Tras someter al Reino de Armenia, Chormaqan tomó Tiflis. En 1238, los mongoles capturaron Lorhe cuyo gobernante, Shahanshah, huyó con su familia antes de que llegaran los mongoles, dejando la rica ciudad a su suerte. Después de presentar una animada defensa en Hohanaberd, el gobernante de la ciudad, Hasan Jalal, se sometió a los mongoles. Otra columna avanzó entonces contra Gaian, gobernada por el príncipe Avak. El comandante mongol Tokhta descartó un asalto directo e hizo que sus hombres construyeran una muralla alrededor de la ciudad, y Avak pronto se rindió. En 1240, Chormaqan había completado la conquista de Transcaucasia, obligando a los nobles georgianos a rendirse.

### Invasión de Corea
En 1224, un enviado mongol fue asesinado en oscuras circunstancias y Corea dejó de pagar tributo. Ögedei envió a Saritai qorchi para someter a Corea y vengar al enviado muerto en 1231. Así, los ejércitos mongoles comenzaron a invadir Corea para someter el reino. El Rey Goryeo se sometió temporalmente y accedió a aceptar a los mongoles. Sin embargo, cuando se retiraron para el verano, Choe U trasladó la capital de Kaesong a la Isla Ganghwa. Saritai fue alcanzado por una flecha perdida y murió mientras hacía campaña contra ellos.
Ögedei anunció sus planes de conquista de los coreanos, los Song del Sur, el pueblo Kipchak y sus aliados europeos, todos los cuales mataron a los diplomáticos mongoles, en el kurultai de Mongolia en 1234. Ögedei nombró a Danqu comandante del ejército mongol y nombró a Bog Wong, un general coreano desertor, gobernador de 40 ciudades con sus súbditos. Cuando la corte de Goryeo pidió la paz en 1238, Ögedei exigió que el rey de Goryeo compareciera ante él en persona. El rey de Goryeo finalmente envió a su pariente Yeong Nong-gun Sung con diez muchachos nobles a Mongolia como rehenes, poniendo fin temporalmente a la guerra en 1241.

### Europa

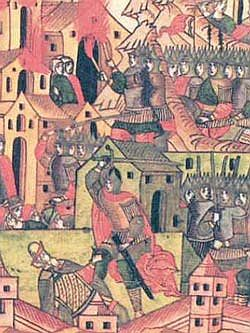
El ejército mongol captura una ciudad Rus'

El Imperio mongol se expandió hacia el oeste bajo el mando de Batu Khan para someter las estepas occidentales y adentrarse en Europa. Sus conquistas occidentales incluyeron Bulgaria del Volga, casi toda Alania, Cumania, y el Rus de Kiev, junto con una breve ocupación del Hungría. También invadieron Polonia, Croacia, Serbia, Bulgaria, el Imperio Latino y el Ducado de Austria. Durante el asedio de Kolomna, el hermanastro del Khagan, Khulgen fue asesinado por una flecha.
Durante la conquista, el hijo de Ögedei, Güyük y el nieto de Chagatai, Büri ridiculizaron a Batu, y el campamento mongol sufrió disensiones. El Khagan criticó duramente a Güyük: "Rompiste el espíritu de todos los hombres de tu ejército... ¿Crees que los rusos se rindieron por lo malo que fuiste con tus propios hombres?". Luego envió a Güyük de vuelta para continuar la conquista de Europa. Güyük y otro de los hijos de Ögedei, Kadan, atacaron Transilvania y Polonia, respectivamente.
Aunque Ögedei Khan había concedido permiso para invadir el resto de Europa, hasta el "Gran Mar", el océano Atlántico, el avance mongol se detuvo en Europa oriental a principios de 1242, el año siguiente a su muerte. Los relatos mongoles atribuirían más tarde el fracaso de la campaña a su prematura desaparición, que obligó a Batu a retirarse para participar personalmente en la elección del sucesor de Ögedei. Sin embargo, Batu nunca llegó a Mongolia para dicha elección y no se nombraría un sucesor hasta 1246. Una razón probable por la que el avance se estancó y nunca recuperó el impulso es que las fortificaciones europeas planteaban un problema estratégico que los comandantes mongoles eran incapaces de superar con los recursos de que disponían.

### Conflicto con la China Song
En una serie de razzias entre 1235 y 1245, los mongoles comandados por los hijos de Ögedei penetraron profundamente en la dinastía Song y llegaron a Chengdu, Xiangyang y Río Yangtze. Pero no pudieron completar su conquista debido al clima y al número de tropas Song, y el hijo de Ögedei, Khochu, murió en el proceso. En 1240, el otro hijo de Ögedei Khuden envió una expedición subsidiaria al Tíbet. La situación entre las dos naciones empeoró cuando los oficiales Song asesinaron a los enviados de Ögedei encabezados por Selmus.
La expansión mongola por el continente asiático bajo el liderazgo de Ögedei contribuyó a la estabilidad política y al restablecimiento de la Ruta de la Seda, la principal ruta comercial entre Oriente y Occidente.

### India
Ögedei nombró a Dayir Baghatur en Ghazni y a Menggetu Noyan en Kunduz. En el invierno de 1241 la fuerza mongola invadió el valle del Indo y sitió Lahore, que estaba controlada por el sultanato de Delhi. Sin embargo, Dayir Baghatur murió asaltando la ciudad, el 30 de diciembre de 1241, y los mongoles la masacraron antes de retirarse del Sultanato de Delhi.
Algún tiempo después de 1235 otra fuerza mongola invadió Cachemira, estacionando allí un darughachi durante varios años. Pronto Cachemira se convirtió en una dependencia mongola. Por la misma época, un maestro budista cachemir, Otochi, y su hermano Namo llegaron a la corte de Ögedei.

## Administración
Ögedei comenzó la burocratización de la administración mongola. Tres divisiones constituían su administración: 
- los cristianos orientales turcos, representados por Chinqai, el Uigur escriba, y los keraitas.
- el ciclo islámico, representado por dos jorezmitas, Mahamud Yalavach, y Masud Beg.
- el chino del norte Confuciano, representado por Yelu Chucai, un pueblo kitán, y Nianhe Zhong-shan, un pueblo yurchen.

Mahamud Yalavach promovió un sistema en el que el gobierno delegaba la recaudación de impuestos en agricultores fiscales que cobraban en plata. Yelu Chucai alentó a Ögedei a instituir un sistema de gobierno tradicional chino, con los impuestos en manos de agentes del gobierno y el pago en una moneda emitida por el gobierno. Los comerciantes musulmanes, que trabajaban con el capital suministrado por los aristócratas mongoles, prestaron a un mayor interés la plata necesaria para el pago de impuestos. En particular, Ögedei invirtió activamente en estas empresas ortoq. Al mismo tiempo, los mongoles comenzaron a hacer circular papel moneda respaldado por reservas de plata.

Ögedei Khan en la tradicional escritura mongola

Ögedei abolió los departamentos de asuntos de estado y dividió las áreas de la China gobernada por los mongoles en diez rutas según la sugerencia de Yelü Chucai. También dividió el imperio en la administración de Beshbalik y Yanjing, mientras que la sede de Karakorum se ocupaba directamente de Manchuria, Mongolia y Siberia. A finales de su reinado, se estableció la administración del Amu Darya. El Turquestán fue administrado por Mahamud Yalavach, mientras que Yelu Chucai administró el norte de China de 1229 a 1240. Ögedei nombró a Shikhikhutag juez principal en China. En Irán, Ögedei nombró primero a Chin-temur, un Kara-kitai, y luego a Korguz, un uigur que demostró ser un administrador honesto. Más tarde, algunos de los deberes de Yelu Chucai fueron transferidos a Mahamud Yalavach y los impuestos fueron entregados a Abd-ur-Rahman, quien prometió duplicar los pagos anuales de plata. Los Ortoq o comerciantes asociados prestaron el dinero de Ögedei a tasas de interés exorbitantes a los campesinos, aunque Ögedei prohibió tasas considerablemente más altas. A pesar de que resultaba rentable, mucha gente huía de sus casas para evitar a los recaudadores de impuestos y sus bandas de mano dura.
Ögedei hizo que los príncipes imperiales fueran tutelados por el escriba cristiano Qadaq y el sacerdote taoísta Li Zhichang y construyó escuelas y una academia. Ögedei Khan también decretó la emisión de papel moneda respaldado por las reservas de seda y fundó un Departamento encargado de destruir los billetes antiguos. Yelu Chucai protestó ante Ögedei que su distribución a gran escala de appanage en Irán, Oeste y Norte de China, y Khorazm podría llevar a una desintegración del Imperio. Ögedei decretó así que los nobles mongoles podrían nombrar supervisores en los appanages, pero la corte nombraría a otros funcionarios y recaudaría los impuestos.
El jagán proclamó la Gran Yassa como un cuerpo integral de precedentes, confirmando la continua validez de los mandatos y ordenanzas de su padre, al tiempo que añadía los suyos propios. Ögedei codificó las normas de vestimenta y conducta durante los kurultais. En todo el Imperio, en 1234, creó estaciones de posta (Yam) con un personal permanente que abastecía las necesidades de los jinetes de posta. Las estaciones de relevo se establecían cada 25 millas y el personal de yam suministraba remontas a los enviados y servía raciones específicas. Los hogares adscritos estaban exentos de otros impuestos, pero debían pagar un impuesto qubchuri para suministrar las mercancías. Ögedei ordenó a Chagatai y Batu que controlaran sus ñames por separado. El jagán prohibió a la nobleza expedir paizas (tablillas que daban autoridad al portador para exigir bienes y servicios a la población civil) y jarliqs. Ögedei decretó que, dentro de las unidades decimales, una de cada 100 ovejas de los acomodados debía ser recaudada para los pobres de la unidad, y que una oveja y una yegua de cada rebaño debían ser remitidas para formar un rebaño para la mesa imperial.